# R-20 (Montenegro)
De R-20 of Regionalni Put 20 is een regionale weg in Montenegro. De weg loopt van Berane via Petnjica naar Kalače en is 36 kilometer lang.